# Порт Орфорд (Орегон)
Порт Орфорд (енгл. Port Orford) град је у америчкој савезној држави Орегон.

## Демографија
По попису из 2010. године број становника је 1.133, што је 20 (-1,7%) становника мање него 2000. године.
| Група             | 2000.         | 2010.         |
| Белци             | 1.075 (93,2%) | 1.017 (89,8%) |
| Афроамериканци    | 1 (0,1%)      | 7 (0,6%)      |
| Азијати           | 3 (0,3%)      | 6 (0,5%)      |
| Хиспаноамериканци | 30 (2,6%)     | 49 (4,3%)     |
| Укупно            | 1.153         | 1.133         |